# Cereopsius praetorius
Cereopsius praetorius là một loài bọ cánh cứng trong họ Cerambycidae.